# Symbolics
Pour les articles homonymes, voir Symbolic.
Symbolics (Symbolics, Inc) est une entreprise informatique américaine fondée en 1979 par Russell Noftsker dont l'objectif était de commercialiser les machines Lisp du laboratoire d'intelligence artificielle du MIT.

## La victoire symbolique de Richard Stallman
Symbolics représente la principale raison qui motiva Richard Stallman dans son projet GNU. Stallman commença par s'attaquer directement à Symbolics en implémentant le code de leur machine Lisp dans le sien, puis en transmettant ce travail à leur concurrent. Après deux années d'intense labeur, il réalisa que ce n'était pas la manière la plus efficace pour aider les gens à utiliser et partager les logiciels librement. Il décida de se lancer dans l'aventure GNU et initia le mouvement du logiciel libre.
Non content d'avoir provoqué la naissance du mouvement du logiciel libre, Symbolics peut se targuer d'un autre titre honorifique : celui du premier nom de domaine enregistré. Mais alors que GNU fêtait son vingt-cinquième anniversaire avec une philosophie désormais planétaire, le nom de domaine symbolics.com fut revendu à un organisme de fonds privés le 27 août 2009.